# Groot Santa Martha
Groot Santa Martha, Groot Sta. Martha – osada (wijk) miejscowości Soto w dystrykcie Bandabou, w kraju autonomicznym Curaçao, należącym do Holandii, w Ameryce Południowej. 20 października 2023 r. liczyła 431 mieszkańców.  